# Pilocrocis cuprealis
Pilocrocis cuprealis là một loài bướm đêm trong họ Crambidae.